# Renzo Maffioli
Renzo Maffioli (Milano, 10 gennaio 1908 – ...) è stato un rugbista a 15 e allenatore di rugby a 15 italiano.

## Biografia
Giocatore del GUF Padova nel 1935 passò all'Amatori Milano.
Tra il 1933 e il 1937 disputò 11 partite con la Nazionale italiana.
Allenò inoltre Padova e la Nazionale italiana, con cui nel 1954 giunse alla finale di Coppa Europa.
Tra le altre panchine in carriera tecnica, anche quella del Rho.